# Мальцев Олександр Володимирович
Олександр Володимирович Мальцев (нар. 30 жовтня 1975) — український футболіст, захисник аматорського клубу «Ретро» (Ватутіне). Зараз — тренер.

## Життєпис

### Кар'єра гравця
Олександр Мальцев народився 30 жовтня 1975 року. В 1993 році підписав свій перший професіональний контракт, з алчевською «Сталю».
4 вересня 1993 року дебютував у професіональному футболі в домашньому матчі 5-го туру першої ліги чемпіонату України проти мукачівських «Карпат». Алчевська команда здобула перемогу з рахунком 4:1. Олександр вийшов на поле на 80-й хвилині, замінивши Віталія Чайку.
Першим голом у професіональній кар'єрі відзначився 3 листопада 1995 року у виїзному матчі 22-го туру першої ліги чемпіонату України проти ужгородського «Закарпаття». У тому поєдинку перемогу здобув ужгородський клуб з рахунком 4:3. Мальцев вийшов у стартовому складі та відіграв весь матч, а на 88-й хвилині відзначився голом.
Протягом більшої частини часу, який він провів у «Сталі», був гравцем основного складу команди. До 1996 року в чемпіонатах України за алчевську команду зіграв 84 матчі та відзначився 2 голами, ще 8 поєдинків у складі сталі зіграв у кубку України.
В 1997 році Мальцев переїздить до Києва та підписує контракт зі столичним ЦСКА. У складі київських армійців дебютував у виїзному поєдинку півфіналу кубку України проти донецького «Шахтаря». Поєдинок завершився перемогою донецьких гірників з рахунком 2:1. Мальцев вийшов на поле в стартовому складі та відіграв увесь поєдинок, а на 76-й хвилині отримав жовту картку.
У вищій лізі чемпіонату України дебютував 15 березня 1997 року в виїзному матчі 17-го туру проти тернопільської «Ниви». Поєдинок завершився нульовою нічиєю. Олександр у тому матчі вийшов у стартовому складі та відіграв увесь матч, а на 40-й хвилині отримав жовту картку. Першим голом у вищій лізі чемпіонату України відзначився 15 квітня 2001 року в матчі 18-го туру проти львівських «Карпат». Поєдинок завершився перемогою київських армійців з рахунком 4:0. Мальцев вийшов у стартовому складі та відіграв увесь матч, на 47-й хвилині відзначився голом, а на 88-й хвилині отримав жовту картку. Проте більшість часу перебування в команді гравцем основи не був, лише з 2001 по 2002 роки став гравцем основної обойми команду. Більшість часу, проведеного в ЦСКА, провів у орендах. За період свого перебування в складі ЦСКА в чемпіонатах України зіграв 44 матчі та відзначився 3 голами, ще 8 матчів зіграв у кубку України.
З 1997 по 2002 роки грав у складі нижчолігового фарм-клубу киян, ЦСКА-2. У складі цього клубу дебютував 25 травня 1997 року в домашньому матчі 34-го туру першої ліги чемпіонату України проти «Миколаєва». Поєдинок завершився перемогою другої команди киян з рахунком 1:0. Олександр вийшов на поле в стартовому складі та відіграв увесь матч. У складі ЦСКА-2 дебютним голом відзначився в домашньому матчі 1/64 фіналу кубку України проти чернігівського «Домобудівника». Матч завершився перемогою ЦСКА-2 з рахунком 1:0. Олександр вийшов на поле в стартовому складі та відіграв увесь поєдинок, а на 12-й хвилині відзначився голом. Першим голом за другий склад київської команди відзначився 4 квітня 1998 року в домашньому матчі 25-го туру першої ліги чемпіонату України проти кременчуцького «Кременя». Поєдинок завершився перемогою київської команди з рахунком 1:0. Мальцев вийшов на поле в стартовому складі та відіграв увесь матч, а на 23-й хвилині відзначився голом. Загалом у чемпіонатах України в складі ЦСКА-2 зіграв 110 матчів та відзначився 2-ма голами, ще 7 матчів (1 гол) провів за другу команду київських армійців у кубку України.
У 2000 році на правах оренди виступав у складі друголігової команди «Система-Борекс». В складі бородянської команди дебютував 3 вересня 2000 року в виїзному поєдинку 4-го туру групи Б другої ліги чемпіонату України проти київської Оболонь-ПВО. Поєдинок завершився нульовою нічиєю. Мальцев вийшов на поле в стартовому складі та відіграв увесь поєдинок. У складі «Системи-Борекс» зіграв 8 матчів.
У 2002 році перейшов до складу маріупольського «Металурга». В складі маріупольського клубу дебютував 7 липня 2002 року в домашньому матчі 1-го туру чемпіонату України проти полтавської «Ворскли». Металург здобув перемогу з рахунком 4:1. Мальцев вийшов на поле в стартовому складі, але на 46-й хвилині його замінив Роман Русановський. Дебютним голом за металургів відзначився 9 березня 2003 року в домашньому матчі 16-го туру вищої ліги чемпіонату України проти криворізького «Кривбаса». Поєдинок завершився перемогою маріупольської команди з рахунком 2:0. Мальцев вийшов на поле в стартовому складі та відіграв увесь поєдинок, а на 10-й хвилині відзначився голом. Протягом свого перебування в «Іллічівці» був стабільним гравцем основи. З 2002 по 2008 роки в складі маріупольського клубу в чемпіонатах України зіграв 136 матчів та відзначився 6-ма голами, ще 15 матчів за «Іллічівець» провів у кубку України. Також в сезоні 2002/03 років провів 3 матчі у футболці друголігового фарм-клубу маріупольської команди, «Металурга-2».
У 2008 році залишив Маріуполь та переїхав до Києва, де підписав контракт з київським ЦСКА, який на той час виступав у Другій лізі чемпіонату України. У складі київського клубу дебютував 23 жовтня 2008 року в матчі 16-го туру групи А другої ліги чемпіонату України проти клубу «Карпати-2». Кияни в тому поєдинку здобули перемогу з рахунком 2:0. Олександр у тому матчі вийшов на поле в стартовому складі та відіграв увесь матч. Загалом у складі ЦСКА в чемпіонаті України зіграв 5 матчів.
У 2009 році залишив Україну та виїхав до Узбекистану. В цій країні й провів другу частину сезону 2008/09 років, уклавши контракт з клубом вищої ліги чемпіонату Узбекистану «Локомотив» (Ташкент). У складі узбецького клубу в національному чемпіонаті зіграв 23 матчі та відзначився 1 голом. За підсумками сезону «Локомотив» зайняв досить високе 6-те місце в чемпіонаті Узбекистану, а в національному кубку — дійшов до 1/32 фіналу.
У 2010 році повернувся в Україну. Зробив невелику паузу у своїй кар'єрі, проте продовжував самостійно підтримувати ігрову форму. І вже того ж року уклав свій останній професіональний контракт, з ФК «Полтавою». Проте заграти в полтавському клубі 34-річному гравцю так і не вдалося. Хоча спочатку його справи в Полтаві йшли досить непогано. 22 вересня 2010 року дебютував за полтавчан в домашньому матчі 1/16 кубку України проти столичної Оболоні. Поєдинок завершився перемогою полтавського клубу з рахунком 2:1. Мальцев у тому матчі вийшов у стартовому складі та відіграв усі 120 хвилин. А вже через 3 дні, 25 вересня 2010 року, дебютував за полтавський клуб у виїзному поєдинку 10-го туру групи Б другої ліги чемпіонату України проти мелітопольського «Олкома». Полтавчани виграли той поєдинок з рахунком 2:1. Олександр в тому матчі вийшов у стартовому складі, а на 85-й хвилині його замінив Андрій Ятленко. Цей поєдинок став останнім для Олександра Мальцева в його кар'єрі професіонального футболіста.
Після Полтави продовжував виступати в аматорських клубах: ватутінському «Ретро» (2012, 2016) та ФК «Бучі» (2013). У складі ватутінського клубу брав участь у всеукраїнських аматорських футбольних змаганнях, але вагомих досягнень в цих турнірах його команда не здобула.

### Кар'єра тренера
З 16 червня по 27 серпня 2015 року працював тренером у ФК «Енергія» (Нова Каховка).

## Досягнення
- Перша ліга чемпіонату України
  -  Чемпіон (1): 2007/08
  -  Бронзовий призер (1): 1995/96